# Riina Sikkut

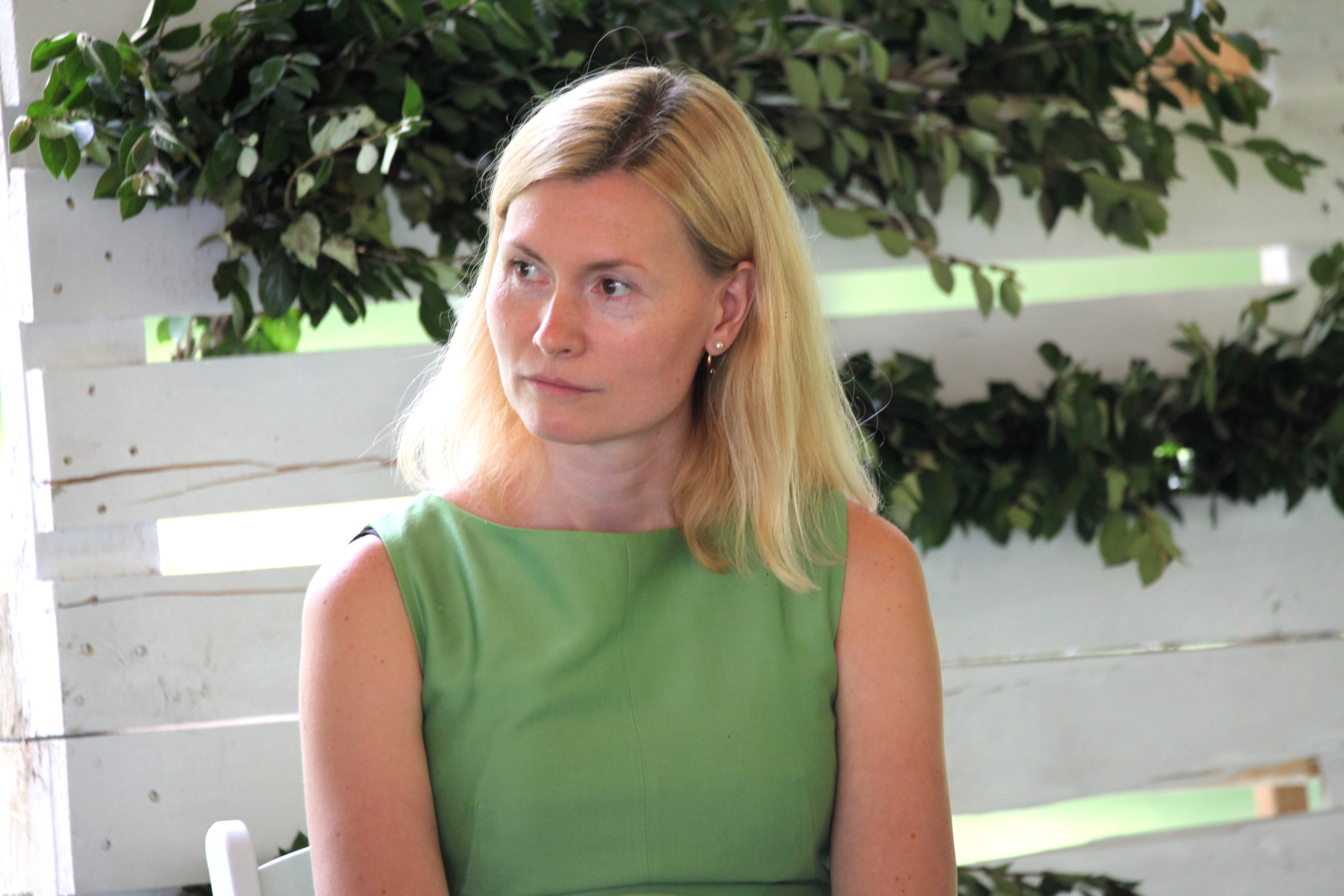
Riina Sikkut (2021)

Riina Sikkut (* 12. Januar 1983 in Inju) ist eine estnische Politikerin. Von 2018 bis 2019 war sie Ministerin für Arbeit und Gesundheit sowie von 2022 bis 2023 Ministerien für Wirtschaft und Infrastruktur der Republik Estland. Von 2023 bis 2025 war sie wieder Gesundheitsministerin des Landes.

## Leben
Riina Sikkut wurde 1983 in Inju, einem Dorf, das heute zur Landgemeinde Vinni gehört, im Nordosten von Estland, geboren. Nach ihrem Schulabschluss studierte sie an der Universität Tartu, wo sie 2005 einem Masterabschluss im Bereich Wirtschaftswissenschaften erlangte. Diesem folgte 2010 ein Master für Gesundheitspolitik der Universität London. In der Folgezeit war sie für das estnische Finanzministerium und die Swedbank tätig.

### Politik
Nach dem Rückzug von Jevgeni Ossinovski auf das Amt des Parteivorsitzenden der Sozialdemokratischen Partei Estlands (SDE), wurde Sikkut im Mai 2018 als neue Ministerin für Arbeit und Gesundheit im Kabinett Ratas I berufen. In diesem Zusammenhang trat sie selber der der SDE bei. Bei der Parlamentswahl 2019 trat sie als Kandidatin der SDE im Wahlkreis Haabersti, Põhja-Tallinn und Kristiine in Tallinn an. Dort schaffte sie es mit 1610 Wählerstimmen einen Parlamentssitz im Riigikogu zu erringen. Da ihre Partei danach nicht wieder Teil der Regierung wurde, saß sie seitdem als Oppositionsabgeordnete im Parlament. Als die SDE 2022 in Regierungsverantwortung zurückkehrte, übernahm sie im Kabinett K. Kallas II das Amt der Ministerin für Wirtschaft und Infrastruktur.
Bei der Parlamentswahl 2023 konnte Sikkut ihr Abgeordnetenmandat verteidigen, nahm in der Folgezeit aber wieder am Kabinettstisch Platz. Ab dem 17. April 2023 war sie erneut Gesundheitsministerin im Kabinett K. Kallas III und Kabinett Michal. Am 11. März 2025 entließ Ministerpräsident Kristen Michal die Minister der SDE und damit auch Sikkut nach einem Konflikt über die Steuerpolitik aus der Regierung.